# Библиотека Белого дома

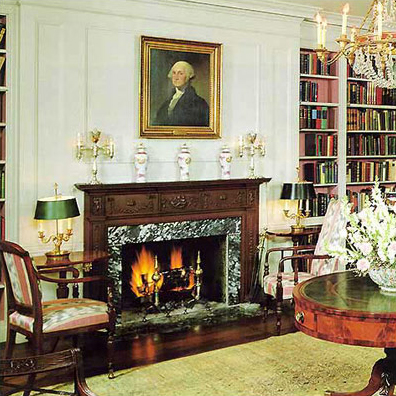
Библиотека Белого дома — западная и северо-западная часть комнаты, период администрации Клинтона

Первый этаж Белого дома с указанием местонахождения библиотеки

Библиотека Белого дома — это комната в Белом доме, официальной резиденции президента США. Размер помещения — 8,2м х 7,0м. Комната находится в северо-восточном углу первого этажа. Библиотека используется для чаепитий и встреч, проводимых президентом и первой леди. Во время реконструкции Белого дома в 1950-х годах старые пиломатериалы дома были утилизированы и переделаны в обшивку стен этой комнаты. Несколько подвальных помещений Белого дома так же облицованы строительными материалами, уцелевшими во время предыдущих ремонтов здания.

## История
Джон Адамс, первый президент, живший в Белом доме, использовал эту комнату как прачечную. Говорят, что в то время помещение было заполнено «кадками, ведрами и разнообразными пиломатериалами». Тогда под пиломатериалами подразумевались разнообразные спрятанные от глаз поседителей бесполезные предметы. Во время президентства Милларда Филлмора (1850–1853) Конгресс получил запрос на финансирование создания библиотеки Белого дома. Оборудование Библиотеки было завершено по инициативе первой леди Эбигейл Филлмор во время президентства Филлмора. Первоначально она располагалась в Желтом овальном кабинете до 1929 года, когда администрация Гувера перенесла ее на нынешнее место. К моменту переезда библиотеки в ее постоянное помещение в здании почти не осталось книг, поэтому Американская ассоциация книготорговцев (American Booksellers Association) жертвовала книги Белому дому и продолжала делать это при последующих администрациях. Комната претерпела небольшие изменения до реконструкции Трумэна в 1952 году. При Трумэне она была обшита деревянными панелями из бывшей деревянной отделки Белого дома. Дерево оставалось неокрашенным до Джона Кеннеди. При Кеннеди декоратор Стефан Буден (Stéphane Boudin) расписал комнату как гостиную в стиле федеральной архитектуры.
Саймон Уиллард (Simon Willard) выделился тем, что изготовил необычные часы-маяк в ознаменование визита маркиза де Лафайета в Соединенные Штаты в 1824–1825 годах. Изображение Лафайета находится в основании медальона часов.
Библиотека находится у входа в мужской туалет и гостинную.

## Внешние ссылки
- Записи библиотеки Белого дома, Президентская библиотека Дуайта Д. Эйзенхауэра
- Страница музея Белого дома